# Niederrheinische Gas- und Wasserwerke
Niederrheinische Gas- und Wasserwerke (NGW) ist ein deutsches Unternehmen in den Bereichen Strom, Gas, Wärme und Wasser. Es wurden Ende 1918 von August Thyssen gegründet. Zunächst sollte es die Kleinverbraucher in der Stadt Hamborn, der Gemeinde Walsum und weiteren Gemeinden mit Gas und Wasser zu versorgen.
1973 kaufte Gelsenwasser das Unternehmen. 2008 wurde Hünxe Verwaltungssitz.